# Selago longiflora
Selago longiflora är en flenörtsväxtart som beskrevs av Robert Allen Rolfe. Selago longiflora ingår i släktet Selago och familjen flenörtsväxter. Inga underarter finns listade i Catalogue of Life.